# Bruce McAllister
Bruce McAllister (n. 17 octombrie 1946, Baltimore, America Britanică⁠(d), Regatul Marii Britanii) este un autor american de fantezie, științifico-fantastic, poezie și non-ficțiune. Este cunoscut în primul rând pentru ficțiunea sa scurtă. De-a lungul anilor, povestirile sale au fost publicate în revistele majore de science fiction și de fantasy și în antologii tematice, inclusiv Best American Short Stories 2007 (Cele mai bune povestiri americane din 2007), editată de Stephen King.

## Biografie
McAllister a urmat liceul și școala de artă în Italia. A obținut diplome în limba engleză și de scriere de la Claremont McKenna College și de la Universitatea din California, Irvine.
A predat literatura și scrierea la Universitatea din Redlands din sudul Californiei timp de douăzeci și patru de ani. Acolo, el a ajutat la înființarea și dirijarea Creative Writing Program (Programului de scriere creativă). A fondat compania McAllister Coaching, pentru a ajuta scriitorii de cărți și de scenarii să-și scrie manuscrisele lor.
Locuiește în Orange, California, împreună cu soția sa, coregrafa și profesoara de la Orange Coast College, Amelie Hunter. Are trei copii dintr-o căsătorie anterioară: Annie, Ben și Liz.

## Romane și colecții
- Humanity Prime (Ace Books, 1971; Wildside Press, 2008, ISBN: 978-1-4344-0163-2)[6] („Când imperiul omului l-a întâlnit pe cel al Cromanth-ilor sălbatici, hoardele extraterestre au început un război de extincție a omenirii” - din descrierea editorului) (Ace SF Special, seria 1)
- Dream Baby (Tor/St. Martin's, 1989, ISBN: 0-312-93197-2) [7] („cronică vizionară a coșmarului din Vietnam. Sora medicală a armatei, Mary Damico, poate vedea viitorul. Știe ce soldați vor muri pe câmpul de luptă. Col. John Bucannon, comandantul proiectului secret de război psihic al CIA, vrea să exploateze darul ei negru, indiferent de masacrul apocaliptic pe care experimentul său îl va dezlănțui."- din descrierea editorului)
- The Girl Who Loved Animals and Other Stories - Fata care iubea animalele și alte povești (Golden Gryphon Press, 2007; ISBN: 978-1-930846-49-4).[8] „De la prima sa povestire profesională scrisă la vârsta de 16 ani, "The Faces Outside," până la cea mai apreciată lucrare a sa, nuveleta "Dream Baby", finalistă a premiilor Hugo și Nebula, aceste 17 povestiri prezintă cele cinci decenii de scriere science fiction a scriitorului. Cartea conține, de asemenea, note despre povestiri care dezvăluie originea fiecărei povestiri, precum și influențele - atât literare, cât și umane - asupra vieții și carierei autorului. –din descrierea editorului. Introducere de Harry Harrison; postfață de Barry N. Malzberg. McAllister a inclus mini-eseuri pentru fiecare povestire.
- The Village Sang to the Sea:  A Memoir of Magic (Aeon Press, Dublin, Ireland, 2013. ISBN: 978-0953478-49-1 („În timpul Războiului Rece, un băiat american de 13 ani, Brad Lattimer, se mută împreună cu familia într-un sat de pescari din nordul Italiei. Nu este un sat obișnuit. Brad este întâmpinat ca un văr pierdut de mult. Acest sat dorește ca Brad să devină altceva diferit de un băiat - ceva care nu poate părăsi niciodată satul..” –Din descrierea editorului)

## Ficțiune scurtă (selecție)
- „The Faces Outside” (1963) - Prima povestire a lui McAllister, publicată pe vremea când era un elev de liceu din San Diego, în vârstă de șaisprezece ani, a fost publicată inițial în revista If, în iulie 1963, fiind selectată de Frederik Pohl. Povestea sa de debut i-a impresionat pe mulți; a fost selectată pentru The 9th Annual of the Year's Best SF, 1964, de Judith Merril, și Isaac Asimov Presents The Great SF Stories 25 (1963), volum editat de Isaac Asimov și Martin H. Greenberg (ISBN: 0-88677-518-3).
- „And So Say All of Us” (1969) - publicată inițial în If, septembrie 1969. Ulterior aleasă pentru World's Best Science Fiction: 1970, ed. Terry Carr, Donald A. Wollheim, ISBN: 0-575-00590-4 .
- "World of the Wars"  - „Lumea războaielor” (1971) - publicată inițial în Mars, We Love You: Tales of Mars, Men and Martians, ed. Jane Hipolito, Willis E. McNelly, ISBN: 0-515-03086-4 .
- "Ecce Femina!" (1972) - publicată inițial în The Magazine of Fantasy and Science Fiction, februarie 1972. Antologată în Above the Human Landscape: A Social Science Fiction Anthology, 1972, ed. Willis E. McNelly, Leon Stover, ISBN: 0-87620-003-X .
- "When the Fathers Go" - „Când părinții pleacă” (1982) - publicată inițial în Universe 12, 1982, ed. Terry Carr, ISBN: 0-385-17923-5 . Antologată în The Best Science Fiction of the Year 12, 1983, ed. Terry Carr, ISBN: 0-671-46680-1 și Alien Sex, 1990, ed. Ellen Datlow ,ISBN: 0-525-24863-3, printre altele.
- „Dream Baby” (1987) - publicat inițial în In the Field of Fire, 1987, ed. Jack Dann, Jeanne Van Buren Dann, ISBN: 0-312-93008-9, apoi în Asimov's Science Fiction din octombrie 1987. Antologată frecvent, de ex. în To Sleep, Perchance to Dream... Nightmare, 1993, ed. Martin H. Greenberg, Robert Weinberg, Stefan R. Dziemianowicz, ISBN: 0-88029-903-7. Nominalizată la Premiul Hugo pentru cea mai bună nuveletă[9] și Premiul Nebula pentru cea mai bună nuveletă; beneficia unei burse naționale de scriere creativă.
- "The Girl Who Loved Animals"  - „Fata care iubește animalele” (1988) - publicată inițial în Omni, mai 1988. Antologată în American Gothic Tales -- Poveștile gotice americane, [10] printre altele
- "Cottage" -- „Cabana” (1993) - publicată inițial în Christmas Forever, 1993, ed. David G. Hartwell, ISBN: 0-312-85576-1. Reeditată în The Best’s Fantasy and Horror: The Seventh Annual Collection, 1994, ed. Ellen Datlow, Terri Windling, ISBN: 0-312-11103-7 .
- „Southpaw” (1993) - publicată inițial în Asimov's Science Fiction, august 1993. Reeditat în Roads Not Taken: Tales of Alternate History, 1998, ed. Gardner Dozois, Stanley Schmidt, ISBN: 0-345-42194-9 .
- „Kin” (Înrudire, 2006) - publicată inițial în Asimov's Science Fiction, din februarie 2006. Nominalizată la Premiul Hugo pentru cea mai bună poveste scurtă.[11] Antologată în Alien Contact, 2012, ed. Marty Halpern, ISBN: 978-1-59780-281-9, printre altele.
- "The Seventh Daughter"  - "A șaptea fiică" (2004) - Publicată pentru prima dată în The Magazine of Fantasy & Science Fiction, aprilie 2004. Aleasă pentru Year's Best Fantasy 5 din anul 2005, ed. David G. Hartwell, Kathryn Cramer, ISBN: 0-06-077605-6.
- „Ombra” (2006) - în revista Glimmer Train Stories # 57, Winter, 2006.[12]
- "The Boy in Zaquitos" - „Băiatul din Zaquitos” (2006) - publicat inițial în The Magazine of Fantasy & Science Fiction, ianuarie 2006. Retipărită în The Best American Short Stories.[13]
- „Poison” (2007) - Publicată pentru prima dată în Asimov's Science Fiction, ianuarie 2007. Aleasă pentru Year's Best Fantasy 8, 2008, ed. David G. Hartwell, Kathryn Cramer, ISBN: 1-892391-76-7.
- „Hit” (2008) - publicată inițial în Aeon Thirteen, 2008, ed. Marti McKenna, Bridget McKenna. Antologată în By Blood We Live, 2009, ed. John Joseph Adams ,ISBN: 978-1-59780-156-0 și The Urban Fantasy Anthology -- Antologia fanteziei urbane, 2011, ed. Peter S. Beagle, Joe R. Lansdale, ISBN: 978-1-61696-018-6.
- "Blue Fire" - „Foc albastru” (2010) - The Magazine of Fantasy and Science Fiction, martie-aprilie 2010
- "Heart of Hearts" - „Inima inimilor” - Albedo One # 38, mai 2010
- "Sun and Stone" - „Soare și piatră” (2010) - în Image: A Journal of the Arts & Religion.[14]
- "The Messenger"  - „Mesagerul” (2011) - Asimov's Science Fiction, iulie 2011
- "Stamps"  - „Ștampile” (2012) - Asimov's Science Fiction, august 2012

### Povestiri disponibile online
- "Kin" (2006)
  - Podcast citit de Stephen Eley, http://escapepod.org/2007/05/31/ep108-kin/
  - Podcast citit de LeVar Burton, https://art19.com/shows/levar-burton-reads Arhivat în 2 ianuarie 2020, la Wayback Machine.
- „Game” - Flash Fiction Online, mai 2008 - http://www.flashfictiononline.com/f20080501-game-bruce-mcallister.html
- „The Courtship of the Queen” (Curtea reginei, 2010) - Ilustrație de Eric Fortune. http://www.tor.com/stories/2010/05/the-courtship-of-the-queen Arhivat în 9 aprilie 2015, la Wayback Machine.

## Alte surse
- Bourquin, David Ray. The Work Of Bruce Mcallister: An Annotated Bibliography & Guide. San Bernardino, Calif.: Borgo Press, 1985. (ISBN: 089370489X (pbk.); ISBN: 0893703893 (hardcover))
- Lohr, Michael. "California Daydreaming: An Interview With Bruce McAllister." Aeon Seven, May, 2006 (Scorpius Digital Publishing, ISBN: 1-931386-77-3).